# Sportul în Bulgaria
Sportul în Bulgaria este o activitate foarte îndrăgită, cel mai popular fiind fotbalul, alături de alte sporturi de echipă, cum ar fi voleiul și handbalul.

## Sporturi olimpice

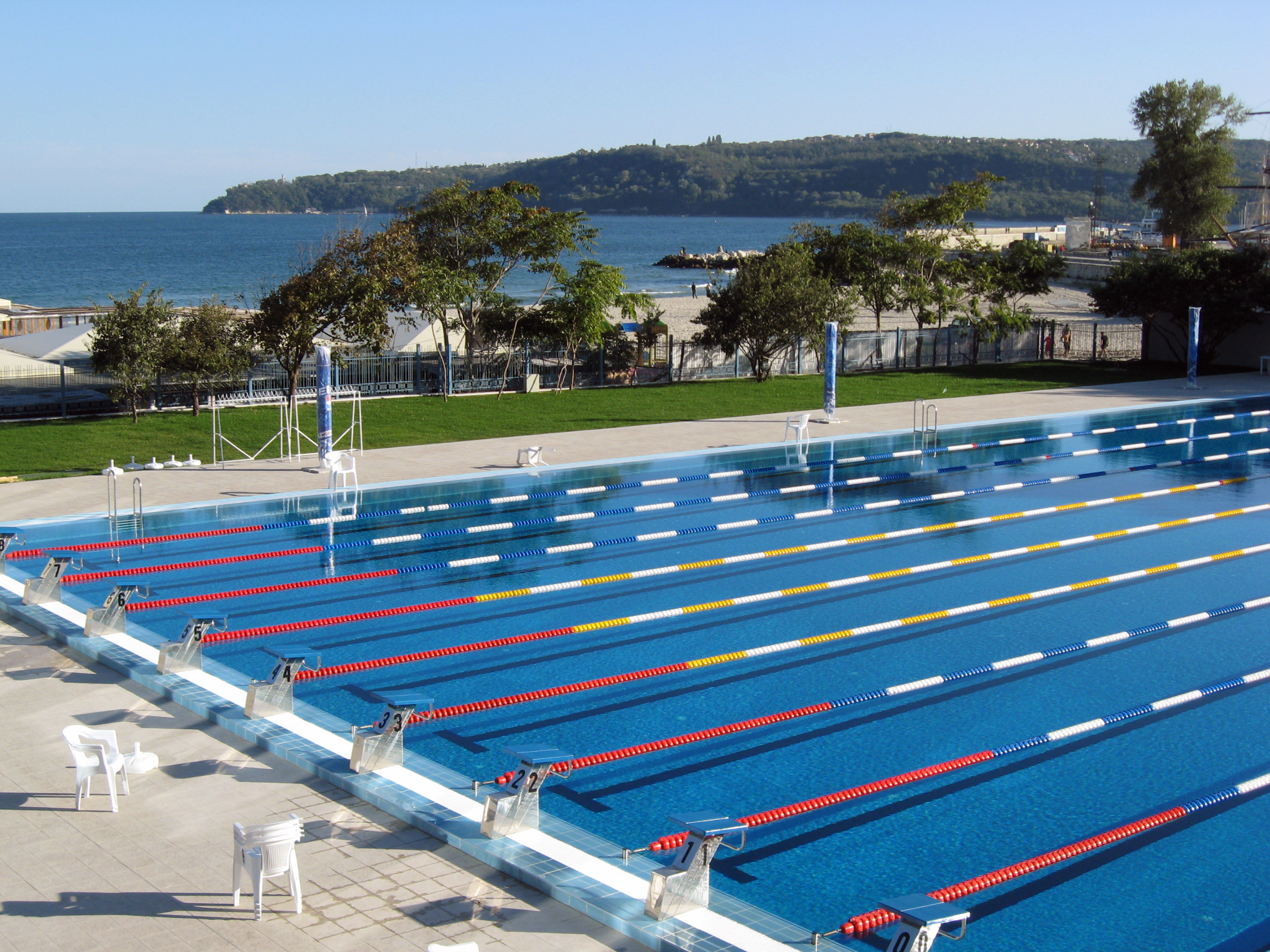
O piscină cu standard olimpic în Varna.

Bulgaria participă atât la Jocurile Olimpice de vară, cât și la Jocurile Olimpice de iarnă, iar prima sa apariție datează de la primele Jocuri Olimpice moderne din 1896, când gimnastul elvețian Charles Champaud a reprezentat țara. De atunci Bulgaria a apărut la majoritatea olimpiadelor de vară, iar Format:Începând cu a câștigat un total de 224 de medalii: 54 de aur, 88 de argint și 82 de bronz. Cele mai de succes participări au avut loc la München (21 de medalii), Montreal (22 de medalii), Moscova (41), Seul (35). La Jocurile Olimpice de iarnă, Bulgaria are un record mai puțin impresionant: doar 6 medalii (dintre care doar un aur) din 19 participări.
Unii dintre cei mai proeminenți olimpici includ Mariya Grozdeva (împușcătură), Ekaterina Dafovska (biatlon), Armen Nazaryan (lupte), Stefka Kostadinova (săritură în înălțime, deținătoare a record mondial din 1987), Yordanka Donkova (100 m, deținătoarea recordului mondial din 1988), Yordan Yovchev (gimnastică), Neshka Robeva (gimnastică), Rumyana Neykova (canotaj).
Luptele este cea mai de succes disciplină. Luptătorii bulgari au câștigat un total de 68 de medalii - 16 de aur, 32 de argint și 20 de bronz. Halterofilia este al doilea cel mai de succes sport, cu un total de 36 de medalii. Fără îndoială, acesta este unul dintre sporturile cu cea mai mare prioritate din Bulgaria, cu aproximativ 1.000 de medalii de aur în diferite competiții, deși cazuri de doping au avut loc în rândul halterofililor bulgari, ceea ce a dus la expulzarea întregii echipe bulgare din Jocurile Olimpice de vară 2000 și retragerea lor voluntară de la Jocurile Olimpice de vară 1988. Autoritățile olimpice au deposedat de medalii un număr de halterofili bulgari în 2004; iar întreaga echipă de haltere a țării s-a retras în 2008.

Stefan Botev, Nikolay Peshalov, Demir Demirev, Asen Zlatev, Blagoy Blagoev și Yoto Yotov figurează printre cei mai distinși halterofili . Naim Süleymanoğlu un turc etnic, pregătit inițial și a concurat pentru Bulgaria înainte de a dezerta și a concura pentru Turcia.
Sporturile de tir s-au dovedit, de asemenea, a fi printre cele mai puternice discipline din Bulgaria. Mariya Grozdeva și Tanyu Kiryakov au câștigat medalii de aur olimpice. Ekaterina Dafovska a câștigat aurul olimpic la biatlon la Jocurile Olimpice de iarnă din 1998, în timp ce Evgenia Radanova este cea mai de succes olimpică de iarnă bulgară, cu 3 medalii la patinaj viteză pe pistă scurtă.

## Fotbal
Fotbalul este cel mai popular sport din Bulgaria. Mulți bulgari urmăresc îndeaproape prima ligă bulgară, cunoscută în prezent sub numele de Prima Ligă Profesionistă de Fotbal; precum și ligile altor țări europene. echipa națională a obținut cel mai mare succes cu un loc al patrulea la Campionatul Mondial de Fotbal 1994 din Statele Unite.

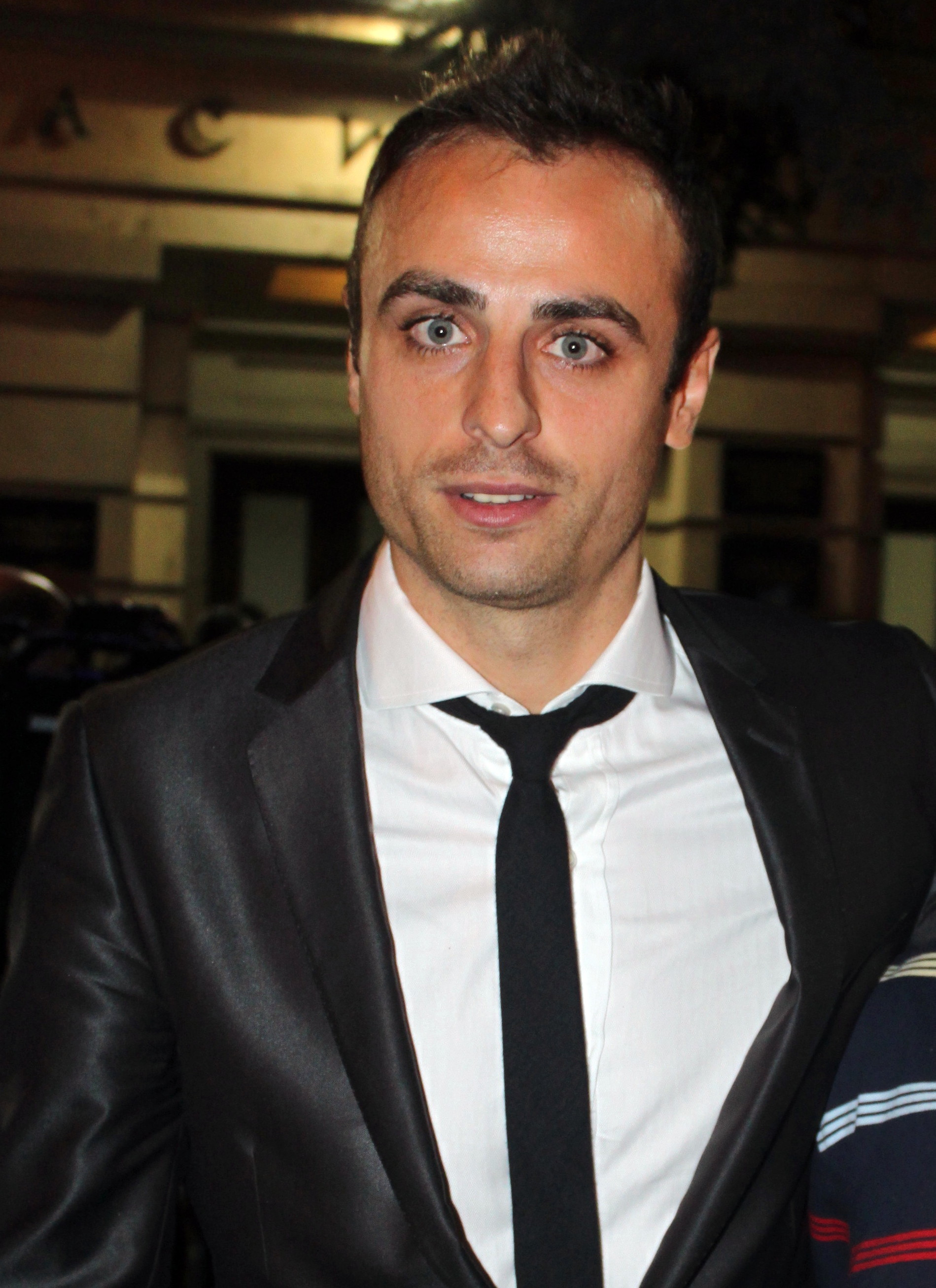
Dimitar Berbatov

Dimitar Berbatov (Димитър Бербатов) Format:Din este unul dintre cei mai faimoși jucători de fotbal bulgari. Începând cu sezonul 2012/2013, joacă pentru FC Fulham, reluându-se cu managerul Martin Jol, care l-a adus în Anglia. De asemenea, Berbatov a petrecut patru sezoane la Manchester United, unde a marcat primele două goluri pentru echipă în victoria cu 3–0 în deplasare cu Aalborg în grupa Etapa grupelor Ligii Campionilor pe 30 septembrie 2008, la mai puțin de o lună după ce sa alăturat echipei. Georgi Asparuhov, supranumit Gundi (1943–1971), a devenit și el extrem de popular în țară și în străinătate, având oferte de la cluburi din Italia și Portugalia și câștigând fotbalistul bulgar Premiul nr.1 pentru secolul al XX-lea. Hristo Stoichkov a devenit, fără îndoială, cel mai cunoscut fotbalist bulgar al tuturor timpurilor. Cariera sa a atins apogeul între 1992 și 1995, în timp ce a jucat pentru FC Barcelona, câștigând Balonul de Aur în 1994. În plus, a jucat în FIFA 100 clasamente. Trei bulgari au câștigat premiul pentru Calcul de aur al marcatorilor europeni: Hristo Stoichkov, Georgi Slavkov și Petar Jekov.
CSKA Sofia este unul dintre cele două cluburi de fotbal bulgare cu cele mai bune performanțe.<ref>[ http://www.iffhs.de/?a413f0e03790c443e0f40390b41be8b01905fdcdc3bfcdc0aec70aeedb883ccb05ff1d Clasamentul celui mai bun club al secolului al XX-lea pe site-ul oficial al Federației Internaționale de Istorie și Statistică din Sofia [[]PFC Levski a devenit primul bulgară echipa să participe la UEFA Champions League modernă în 2006/2007. Slavia Sofia, Lokomotiv Sofia și Litex Lovech au jucat adesea în UEFA Europa League. Mai recent, Ludogorets Razgrad a devenit echipa dominantă a țării, cu o serie continuă de șase titluri de top (2012–17). Alte cluburi populare includ Botev Plovdiv, Cherno More Varna, Spartak Varna și Lokomotiv Plovdiv.

## Volei

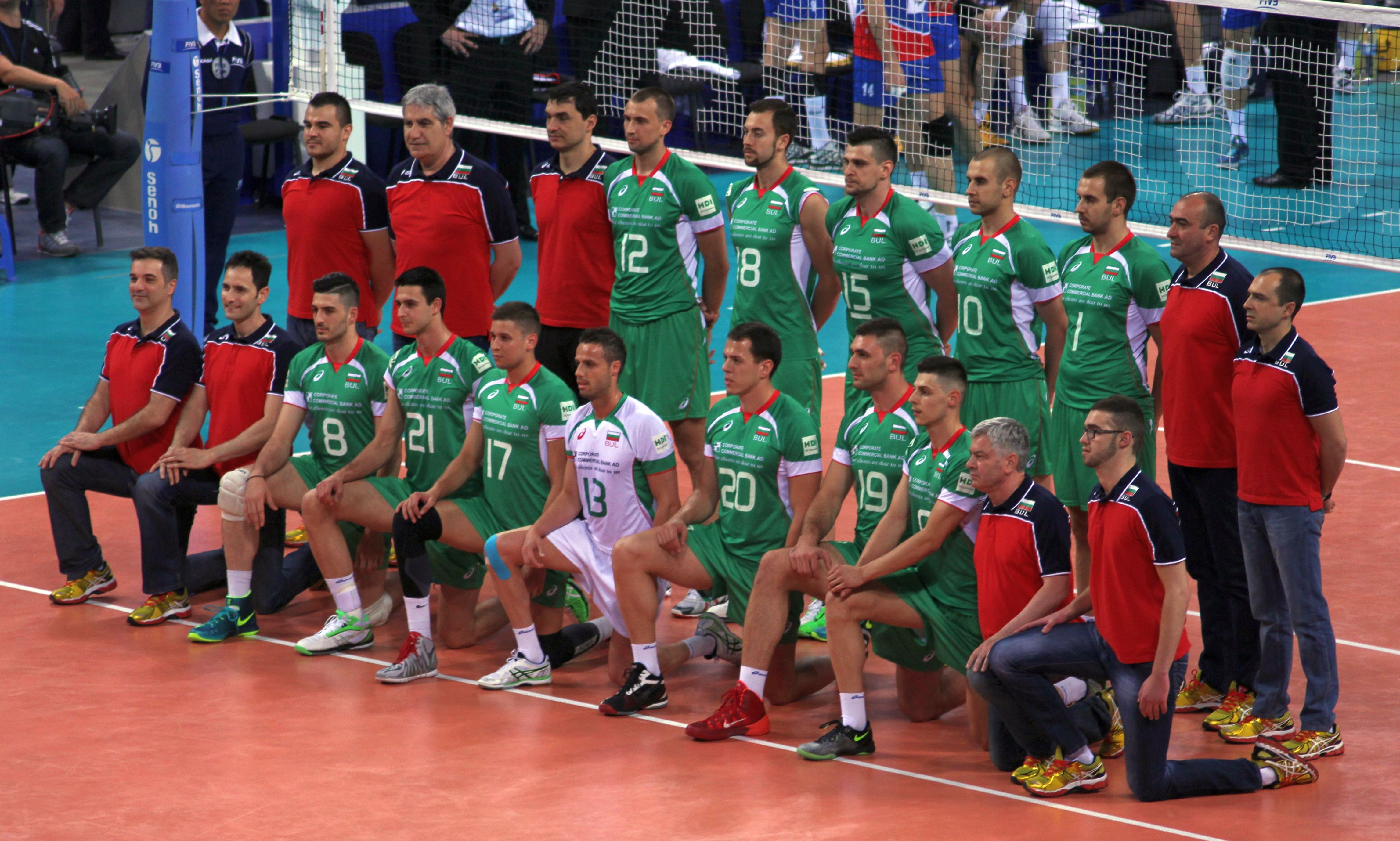
Echipa în 2014.

În echipa națională de volei masculin, controlată de Federația Bulgară de Volei, Bulgaria are una dintre cele mai importante echipe de volei din Europa și din lume. La data de ianuarie  2009 echipa a ocupat locul 4 în lume conform clasamentului FIVB. Bulgaria a figurat în mod regulat în Top 10 și a câștigat medalii de argint la Jocurile Olimpice de vară din 1980, Campionatul Mondial FIVB de volei masculin din 1951 și 1951 Campionatul European, precum și numeroase medalii de bronz, inclusiv la Cupa Mondială 2007 din Japonia. Format:Începând cu cei mai populari jucători de volei bulgari includ Plamen Konstantinov, Matey Kaziyski și Vladimir Nikolov.

## Rugby

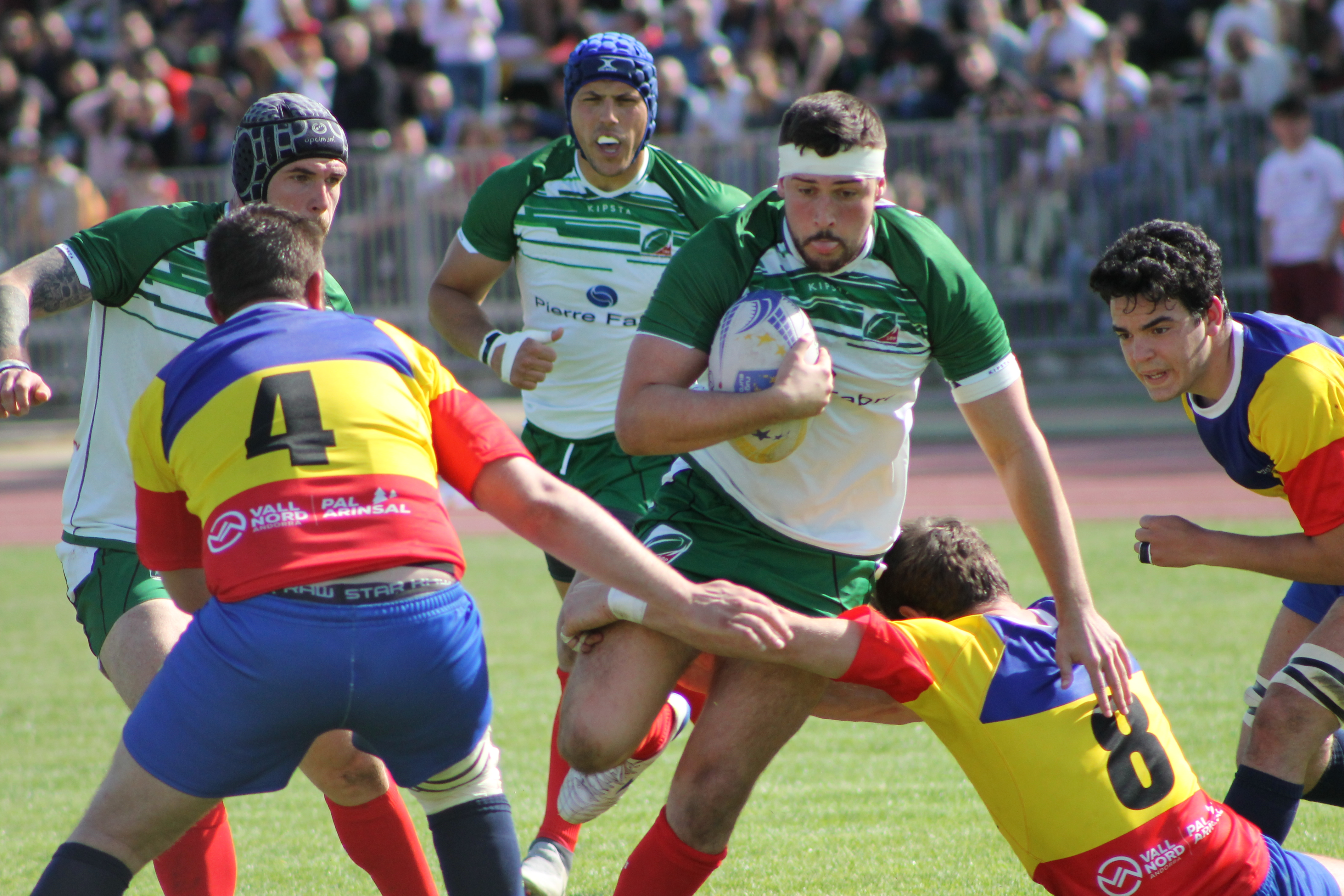
Bulgaria vs. Andora (2019)

Uniunea de rugby din Bulgaria datează din anii 1960, probabil mai devreme. Bulgaria are, de asemenea, propriile echipe internaționale de bărbați, femei și șapte.

## Alte sporturi
Bulgaria se mândrește cu mari realizări într-o mare varietate de alte sporturi. Maria Gigova și Maria Petrova au deținut fiecare un record de trei titluri mondiale la gimnastică ritmică. Alte gimnaste celebre includ Simona Peycheva și Neshka Robeva (un antrenor de mare succes). Gimnastele ritmice bulgare au avut un succes deosebit în anii 1980, formând o generație de gimnaste cunoscută sub numele de Fetele de Aur ale Bulgariei. Yordan Yovchev este cel mai faimos concurent bulgar la Gimnastica artistică. În lupte, Boian Radev, Serafim Barzakov, Armen Nazaryan, Plamen Slavov, Kiril Sirakov și Sergey Moreyko se clasează ca luptători de talie mondială. Dan Kolov a devenit o legendă a luptei la începutul secolului al XX-lea, în timp ce locuia în Statele Unite. Din 1576 de meciuri, are 75 de înfrângeri înregistrate.

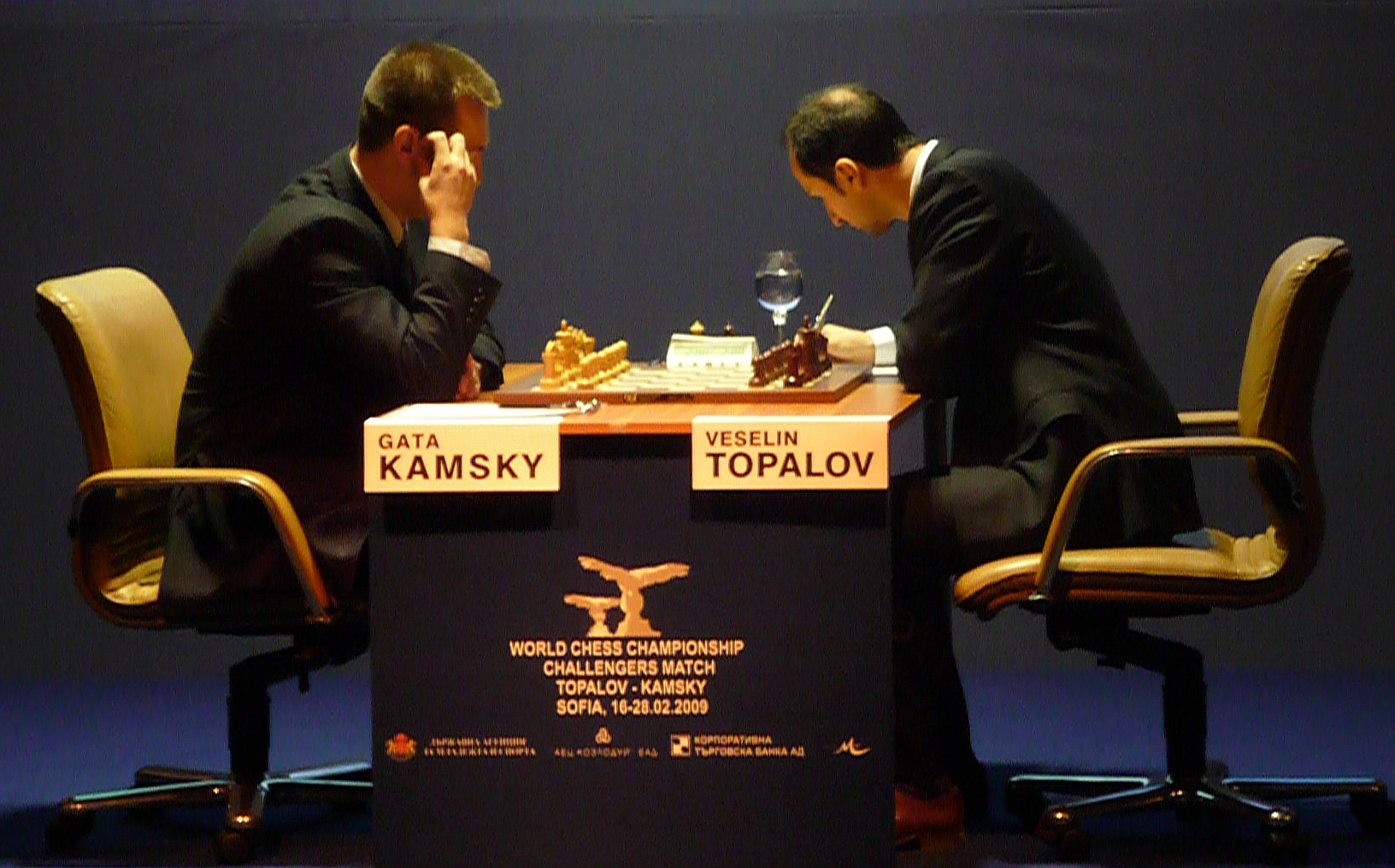
Campionatul Mondial de șah - Meciul Challengers Topalov - Kamsky în Sofia, Bulgaria, 2009: runda a 2-a.

Bulgarii au făcut multe realizări semnificative în atletism. Stefka Kostadinova, care deține încă recordul mondial de săritură în înălțime feminin, a sărit 209 centimetri la Campionatul Mondial de Atletism din 1987 de la Roma pentru a câștiga râvnitul titlu. Yordanka Donkova a deținut recordul mondial la 100 de metri garduri cu 12,21 secunde stabilit la Stara Zagora pe 21 august 1988 timp de 28 de ani, până când a fost doborât în 2016 de Kendra Harrison. Format:Din, Bulgaria se mândrește cu sprinterii săi, în special Ivet Lalova și Tezdzhan Naimova.
Șahul a atins o mare popularitate. Unul dintre cei mai buni maeștri de șah și un fost campion mondial, Veselin Topalov, joacă pentru Bulgaria. La sfârșitul anului 2005, din Bulgaria au venit atât campionii mondiali de șah masculin, cât și feminin, precum și campioana mondială de juniori.
Albena Denkova și Maxim Staviski au câștigat campionatele mondiale ISU de patinaj artistic de două ori la rând (2006 și 2007) pentru dans pe gheață.
Bulgarii au obținut succese majore și la tenis. Surorile Maleeva: Katerina, Manuela și Magdalena, au ajuns fiecare în primele zece în clasamentul mondial și au devenit singurul set dintre trei surori clasate în primele zece în același timp. Bulgaria are și alte jucătoare de tenis cunoscute, cum ar fi Tsvetana Pironkova, semifinalistă de Grand Slam și de două ori sferturi de finală de Grand Slam, Sesil Karatancheva și Grigor Dimitrov, un jucător de două ori. campioană de Grand Slam la juniori, semifinalist la Wimbledon 2014, semifinalist la Australian Open 2017, semifinalist la US Open 2019 și campioană la finala turneului mondial 2017.
Boyan Petrov (bulgar: Боян Петров, născut la 7 februarie 1973) este un zoolog și alpinist bulgar, care lucrează la Muzeul Național de Istorie Naturală din Sofia.[1] În iulie 2016, a urcat 8 opt mii, toate fără oxigen suplimentar. Această realizare îl face alpinist bulgar de altitudine cu cel mai mare număr de vârfuri peste 8000 de metri.
Petar Stoychev (Петър Стойчев) a stabilit un nou record mondial de înot pentru traversarea Canalului Englez în 2007.

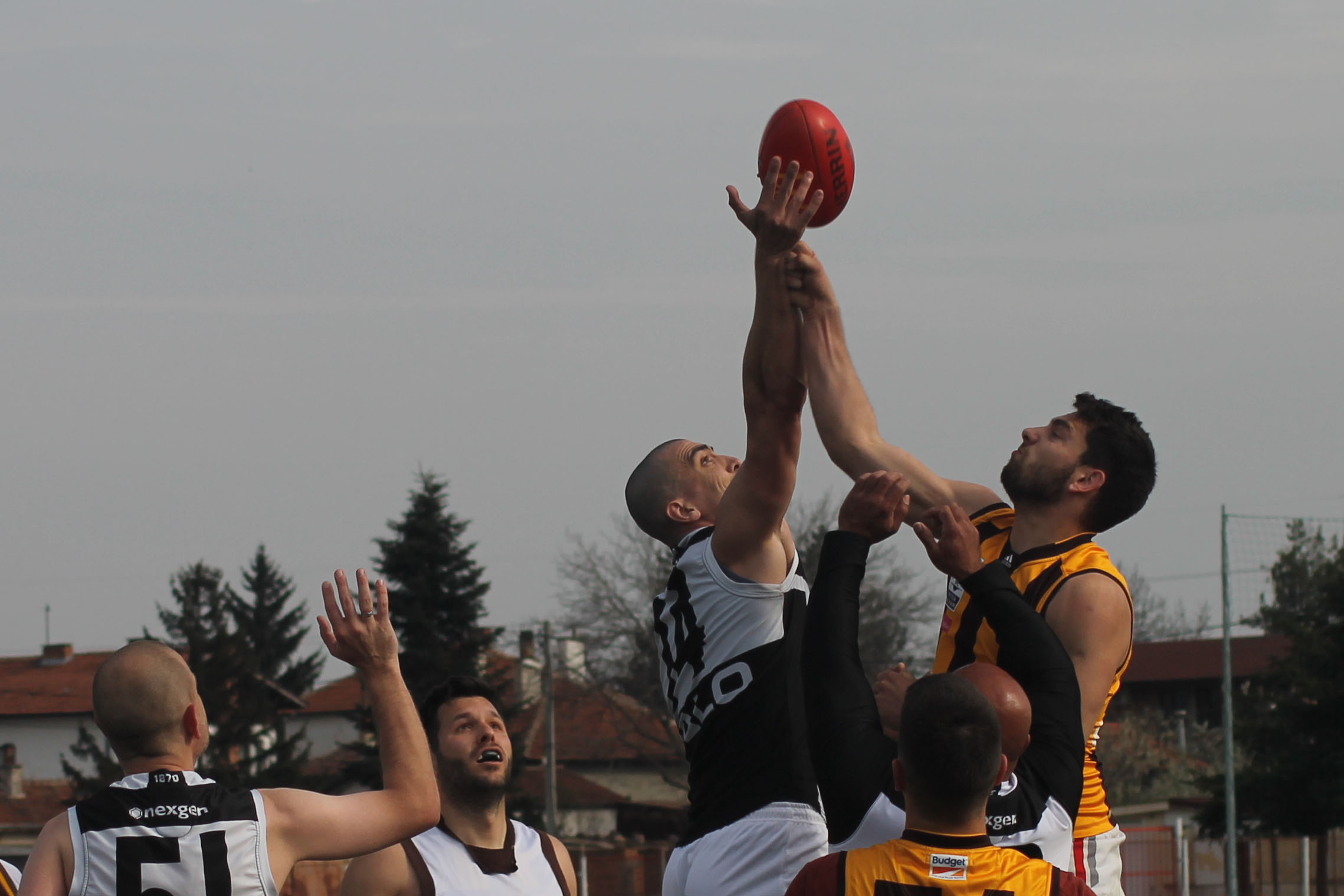
Sofia Magpies vs Zagreb Hawks - primul joc de fotbal australian din Bulgaria (06.04.2019)

Țara are tradiții puternice în box amator și în competițiile de arte marțiale. Bulgaria a obținut un succes major cu echipele sale de judo și karate în campionatele europene și mondiale. Kaloyan Stefanov Mahlyanov, cel mai cunoscut sub numele de Kotoōshū Katsunori, a devenit binecunoscut în întreaga lume pentru priceperea sa la sumo, devenind primul european care a câștigat titlul de ozeki în Japonia. Bulgaria a câștigat, de asemenea, mai multe campionate europene de sumo și este adesea printre concurenții de top în acest sport.
Echipa națională de cricket a Bulgariei a devenit membru asociat al ICC în 2017.
Bulgaria va găzdui Cupa Mondială de baschet FIBA Under-17 2020 cu Sofia ca oraș gazdă între 4 și 12 iulie 2020.
1. ↑  weight-can-one-man-lift-greece.html „Medals” Verificați valoarea |url= (ajutor). NyTimes. Accesat în 20 iunie 2018.
2. ↑  
„SYDNEY 2000: HILTERIA; Scandalul de droguri continuă: echipa bulgară este eliminată din jocuri”. 23 septembrie 2000. Întreaga echipă de haltere a Bulgariei a fost expulzată astăzi de la Jocurile Olimpice într-un scandal de droguri... Doi ridicători bulgari au fost testați pozitiv pentru diureticul furosemid, potrivit Comitetului Olimpic Internațional. A fost același diuretic pe care doi bulgari medaliați cu aur au fost prinși la Jocurile de vară din 1988 de la Seul, Coreea de Sud. Întreaga echipă bulgară de haltere s-a retras de la acele Jocuri. Parametru necunoscut |ultimul= ignorat (ajutor); Parametru necunoscut |munca= ignorat (ajutor); Parametru necunoscut |data-acces= ignorat (ajutor); |first1= lipsă |last1= în Authors list (ajutor)
3. ↑  Hibbs, Ben (30 septembrie 2008). F9E570E6-407E-44BC-800F-4A3110258114}&newsid=6619559 „Berbatov Plays It Cool” Verificați valoarea |url= (ajutor). Accesat în 1 octombrie 2008. Text "work.compublishertd " ignorat (ajutor); Parametru necunoscut |work.compublishertd= ignorat (ajutor)
4. ↑  
„Gundi îl oferă pe Stoichkov cel mai bun fotbalist al secolului” (articol în bulgară)
5. ↑  Clasamentul grupului A